# Bollsjön, Dalarna
Bollsjön är en sjö i Avesta kommun i Dalarna och ingår i Dalälvens huvudavrinningsområde. Sjön har en area på 0,522 kvadratkilometer och ligger 67,2 meter över havet. Sjön avvattnas av vattendraget Norsån (Garpenbergsån).

## Delavrinningsområde
Bollsjön ingår i det delavrinningsområde (667308-152751) som SMHI kallar för Utloppet av Bollsjön. Medelhöjden är 77 meter över havet och ytan är 4,39 kvadratkilometer. Räknas de 26 avrinningsområdena uppströms in blir den ackumulerade arean 135,46 kvadratkilometer. Norsån (Garpenbergsån) som avvattnar avrinningsområdet har biflödesordning 2, vilket innebär att vattnet flödar genom totalt 2 vattendrag innan det når havet efter 112 kilometer. Avrinningsområdet består mestadels av skog (27 procent), öppen mark (18 procent) och jordbruk (42 procent). Avrinningsområdet har 0,47 kvadratkilometer vattenytor vilket ger det en sjöprocent på 10,8 procent.